# 보프 더 용
보프 요하너스 카롤뤼스 더 용(네덜란드어: Bob Johannes Carolus de Jong, 1976년 11월 13일~)은 네덜란드의 스피드 스케이팅 선수였으며, 현재 중국 스피드스케이팅 국가대표팀 코치이다.
10000m 종목에서 1998년 동계 올림픽 은메달, 2006년 동계 올림픽 금메달, 2010년 동계 올림픽 동메달을 획득한 장거리 전문 선수이다. 세계 선수권 대회에서도 10000m 종목에서 세 차례 우승하였으며, 2011년 종목별 세계 선수권 대회에서 34세의 나이로 대한민국의 이승훈을 2여 초 차이로 제치고 생애 두 번째 5000m 금메달을 획득하면서 건재를 과시하였다.